# Gymnodiniales
Los Gymnodiniales son organismos unicelulares de la superclase Dinoflagellata, clase Dinophyceae con dos flagelos heterocontos en el sulcus y el cíngulo, fundamentalmente formas atecadas, otros con placas tecales.

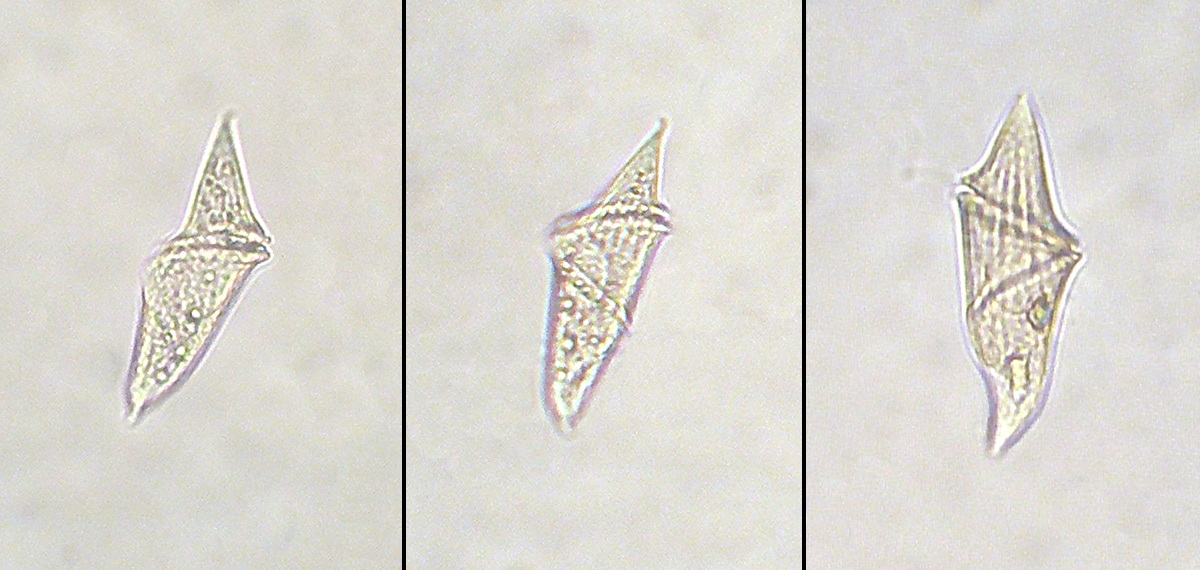
Gyrodinium